# 1257
1257 (MCCLVII) je bilo navadno leto, ki se je po julijanskem koledarju začelo na ponedeljek.

## Dogodki

### Slovenija
- Umre prvi lavantinski škof Ulrik iz Hausa. Nasledi ga Karel iz Friesacha.

### Narava
- Izjemno močan izbruh ognjenika Rinjani v Indoneziji. Vulkanski pepel pokrije več kot 35 metrov otoka Lombok, na katerem se nahaja ognjenik, zato tam ni preživelih. Zaradi močnega izpusta žvepla se naslednje leto vpiše v zgodovino kot leto brez poletja.

### Mongolski imperializem
- Invazija na Vietnam: ena divizija pod vodstvom generala Urijanhadaja[1] vdre v Vietnam in opleni prestolnico Thanh Long. Ker je en od odposlancev v zaporu umrl,  se Mongli okrutno maščujejo nad prebivalci mesta. Ostanki vietnamske vojske se reorganizirajo in udarijo nazaj po Mongolih, ki jih je izmučila huda poletna vročina, ter na koncu izpogajajo ugoden tribut v zameno za umik mongolske vojske.
- Vrhovni kan Möngke pošlje davčne inšpektorje nad svojega mlajšega brata Kublaja, ki je vladal večini Kitajske. Möngke očita mlajšemu bratu, da si je prigrabil preveč oblasti, zato mu odvzame pravico do pobiranja davkov in usmrti nekaj Kublajevih uradnikov. Kasneje se pobotata in Möngke oprosti mlajšemu bratu.
- Kan Ilkhanata Hulagu kan nadzoruje večino Mezopotamije. Z armado več kot 150 tisoč vojščakov, od Džingiskanovih časov daleč največja armada, se pripravlja na zavzetje zadnjih neodvisnih muslimanskih držav na Bližnjem vzhodu. Prvi cilj je zavzetje Bagdada, v katerem abasidski kalif Al-Mustasim trmasto zavrača tributarno prisego Mongolom in celoten muslimanski svet pozove na sveto vojno proti Mongolom. 1258 ↔
- Indijski guverner Sindha, province Delhijskega sultanata, prestopi na stran Mongolov in si poišče zaščito pri Hulaguju kanu proti delhijskemu sultanu Balbanu. 1258 ↔
- Perzija: po letu dni obleganja pade utrdba Lambsar, še zadnja trdnjava Asasinov v gorovju Elbruz. Večino branilcev pokonča kolera, preostanek mongolska vojska.
- Zlata horda: odstavljen (umorjen?) je mladoletni kan Zlate horde Ulagči. Nasledi ga njegov vplivnejši in močnejši stric Berke, po veri sicer musliman.
  - Galicijski kralj Danilo Romanovič se ob vseh pretresih na dvoru Zlate horde počuti dovolj močnega, da zavrne vazalno prisego in plačilo tributa. 1259 ↔
- Poljska: zaključena je obnova mesta Krakov, ki so ga leta ← 1241 uničili Mongoli. Novi meščani mesta so pretežno nemški naseljenci, povabil pa jih je poljski nadvojvoda Boleslav V.
- Popis prebivalstva v Mongolskem imperiju 1252-59.

### Ostalo
- 1. april - V Frankfurtu je in absentia za nemškega kralja razglašen kastiljski kralj Alfonz X..
- 11. april - Egiptovskega mameluškega sultana Ajbaka umori njegova ljubosumna soproga Šadžar al-Durr, ki mu je omogočila vzpon na prestol. Ni se namreč strinjala s tem, ko si je njen soprog omislil novo ženo. Umorjenega sultana nasledi njegov mladoletni sin Al-Mansur Ali, dejansko oblast pa vodi iz ozadja mameluk Saif ad-Din Kutuz. 1259 ↔
- 27. maj - Aachen: kronanje Riharda Cornwallskega za nemškega kralja.[2] Rihard nad svojo novo domeno nikoli ne uveljavi oblasti in le redko obišče Nemčijo. 1272 ↔
- 4. junij - Umrlega vojvodo Velikopoljske[3] Pšemisla I. nasledi mlajši brat Boleslav Pobožni.
- 9. avgust - Umrlega schleswiškega vojvodo Valdemara III. nasledi mlajši brat Erik I.
- 24. december - Umrlega grof Hainauta[4] Ivan I. nasledi Ivan II..
- Koroški vojvoda Ulrik III. Spanheimski nastavi z vojaškim posegom svojega brata Filipa nazaj na stolico Salzburške nadškofije. Izvoljeni rival Ulrika iz Sekaua je prisiljen pobegniti.
- Bavarski škofi prepričajo češkega kralja Otokarja II. Pšemisla, da vdre in okupira Bavarsko, ki sta si jo (protipravno) razdelila Henrik VIII. in Ludvik II.. Sicer sprta brata v kriznem trenutku združita moči in odženeta vsiljivca.
- Bolgarija: tudi bolgarski car Mico Asen nima sreče na prestolu. Spodnese ga plemstvo, ki si med sabo za novega carja izvoli Konstantina Tiha. 1261 ↔
- Bitka pri Cadfanu, Wales: valižansko plemstvo prilagodi taktiko razgibanemu terenu in odločujoče porazi angleško vojsko, ki jo je poslal angleški kralj Henrik III., da bi zatrl uporno valižansko plemstvo. Največ koristi od bitke, ki se jo je udeležil na strani zmagovalcev, ima vladar Gwynedda Llywelyn ap Gruffudd. 1258 ↔
- Vojna Svetega Sabe: konflikt med Genovo in Benetkami potegne za sabo križarsko plemstvo Jeruzalemske kraljevine. V državljansko vojno se vpleteta še viteška redova Templarjev (Benetke) in Hospitalcev (Genova). Na morju imajo Benečani navadno prednost. Genovčani se izmikajo odločilnemu spopadu tudi, ko so v številčni premoči.
- Umrlega velikega mojstra vitezov Križnikov Poppa iz Osterna nasledi Anno von Sangershausen, 9. veliki mojster po seznamu.

- London: angleški zgodovinar Matej Pariški izvede celotedenski interviju s kraljem Henrikom III., da bi dobil podatke za svoje glavno delo o angleški zgodovini Chronico Majoro.
- Aberdeen, Anglija: ustanovitev gimnazije Aberdeen Grammar School.
- Henrik III. izda serijo zlatih penijev, da bi nadomestili bizantinske in arabske zlatnike višjih vrednosti. Monetarni ukrep je popolnoma zgrešen, saj je nominalna vrednost kovanca nižja od dejanske vrednosti, zato jih ljudje raje pretopijo nazaj v uporabne izdelke. Danes so ti zlatniki izjemno redki in temu primerno visoko cenjeni.
- Pariz: francoski teolog Robert de Sorbon, spovednik kralja Ludvika IX., ustanovi teološko fakulteto Collège de Sorbonne, ki da kasneje ime celotni Univerzi v Parizu (Sorbona). Začetek je skromen: Robert poučuje zgolj 20 revnih študentov, toda v naslednjih desetletjih preraste ustanova v glavno pariško vseučilišče.
- Frančiškanski general Ivan iz Parme na vztrajanje papeža Aleksandra IV. odstopi. Novi, sedmi general reda Frančiškanov (O.F.M.) postane Bonaventura.
- Gvido Fulcodi postane škof Le Puya. 1265 ↔
- Nemški mladenki Kristini iz Stommelna se razvijejo stigme na rokah, nogah in glavi. Skupaj z njenimi mističnimi izkušnjami jo okolica obravnava kot zmešano.

## Rojstva
- 24. marec - Jolanda Lusignanska, grofica La Marche († 1314)
- 14. oktober - Pšemislav II., vojvoda Velikopoljske, poljski kralj († 1296)

Neznan datum
- Beatrika Burgundska, dama Bourbona († 1310)
- Cecco d'Ascoli, italijanski enciklopedist, zdravnik, pesnik († 1327)
- Friderik I., mejni grof Meissena, deželni grof Turingije († 1323)
- Marija Ogrska, neapeljska kraljica († 1323)
- Muhamad III., granadski emir († 1314)
- Neža Brandenburška, danska kraljica († 1304)

## Smrti
- 11. april - Izz ad-Din Ajbak, mameluški egiptovski sultan
- 28. april - Šadžar al-Dur, egiptovska sultana (* okoli 1220)
- 3. maj - Katarina Angleška, angleška princeska (* 1253)
- 5. maj - Hakon Hakonsson mlajši, norveški sokralj (* 1232)
- 4. junij - Pšemisl I., vojvoda Velikopoljske (* 1220)
- 9. avgust - Valdemar III., vojvoda Schleswiga (* 1238)
- 15. avgust - Jacek Odrowąż - Sveti Hijacint, poljski dominikanski menih, svetnik (* 1185)
- 24. december - Ivan I., grof Hainauta (* 1218)

Neznan datum
- Giordano Ruffo, italijanski veterinar
- Kejkubad II. sultan Ruma  (* 1239)
- Konstanca Vroclavska, vojvodinja-žena Kujavije (* okoli 1227)
- Poppo von Osterna, veliki mojster vitezov križnikov
- Sartak, kan Zlate horde (* ni znano)
- Ulagči, kan Zlate horde (* 1247)
- Ulrich von Haus, prvi lavantinski škof